# 联盟TM-13
联盟TM-13号（俄语：Союз ТМ-13）是第十三次前往和平号空间站的载人任务。飞船于1991年10月2日起飞，1992年3月25日降落，期间经历了苏联解体。飞船起飞时搭载了两位苏联宇航员（其中一位是俄罗斯人，另一位是哈萨克斯坦人）以及一位奥地利宇航员。

## 乘员
| 岗位                  | 发射乘组                        | 返回乘组                         |
| --------------------- | ------------------------------- | -------------------------------- |
| 指令长                | / 亚历山大·沃尔科夫 第3次飞行   | / 亚历山大·沃尔科夫 第3次飞行    |
| 科研宇航员/飞行工程师 | / 托克塔尔·奥巴基洛夫 第1次飞行 | 谢尔盖·克里卡列夫 第2次飞行      |
| 科研宇航员            | 弗朗茨·菲伯克 第1次飞行         | 克劳斯-迪特里希·弗拉德 第1次飞行 |

## 任务亮点
联盟TM-13号搭载了三位宇航员，由经验丰富的俄罗斯亚历山大·沃尔科夫担任指令长，随行的宇航员是奥地利科研宇航员菲伯克，以及当时仍然是苏联人的哈萨克斯坦科研宇航员托克塔尔·奥巴基洛夫，没有搭载飞行工程师。奥地利支付了700万美元来让苏联把菲伯克送入和平号空间站。哈萨克斯坦宇航员则一定程度上起到了促使哈萨克斯坦独立后继续允许俄罗斯使用拜科努尔航天发射场的作用。航天员从太空拍摄了自己的祖国，并进行了常规的材料加工和医学实验。阿尔采巴尔斯基与沃尔科夫交换了在和平号中的位置并搭乘联盟TM-12返回地球。
与和平号空间站共同在轨飞行175天。
克里卡列夫被称为“最后一位苏联公民”，因为他从苏联加盟共和国哈萨克苏维埃社会主义共和国离开地球，降落时已经是独立的哈萨克斯坦共和国。奥巴基洛夫成为太空中第一位代表独立的哈萨克斯坦的宇航员。